# 마이크로소프트 온라인 서비스
마이크로소프트 온라인 서비스(Microsoft Online Services)는 마이크로소프트가 호스팅하는 소프트웨어와 소프트웨어 플러스 서비스 전략의 구성 요소이다. 마이크로소프트 온라인 서비스는 마이크로소프트에 의해 호스팅되며 마이크로소프트 파트너와 함께 판매된다.
제품군에는 익스체인지 온라인, 셰어포인트 온라인, 오피스 커뮤니케이션스 온라인, 마이크로소프트 포어프론트, 마이크로소프트 오피스 라이브 미팅을 포함한다.
비즈니스의 경우 특정한 비즈니스 요건에 따라 소프트웨어 플러스 서비스 접근을 통해 조직들이 온프리미스 서버를 통해, 온라인 서비스로서 또는 그 둘의 조합을 통해 기업 소프트웨어의 기능에 접근할 수 있게 한다. 서비스들은 또한 온프리미스 서버 소프트웨어를 강화시키고 시스템 관리 및 유지보수를 단순화시키는 기능을 추가하는 옵션을 제공한다.

## BPOS
BPOS(Business Productivity Online Standard Suite)는 마이크로소프트 온라인 서비스의 성장하는 포트폴리오의 초반부를 제시한다. 마이크로소프트 온라인 서비스는 더 넓은 마이크로소프트 소프트웨어 플러스 서비스 전략의 구성 요소이며 라이브와 온라인 서비스를 포함한다.